# Canal+ (plataforma satélite polaca)
Canal+ (anteriormente nc+ y Platforma Canal+) es una plataforma de televisión de pago de Polonia, propiedad mayoritariamente de la compañía multimedia francesa Groupe Canal+. Se constituyó el 21 de marzo de 2013, fruto de la fusión de los dos grandes operadores de televisión de pago del país, «n» y «Cyfra+», dando lugar al mayor operador de pago en Polonia.

## Historia
La plataforma se lanzó el 21 de marzo de 2013. La Oficina de Competencia y Protección del Consumidor de Polonia autorizó la adquisición de Telewizja n, a pesar de afirmar que «en zonas no cubiertas por redes de cable, los operadores de plataformas satelitales compiten exclusivamente entre sí» y que 4,6 millones de hogares de los 13,5 millones de polacos utilizan redes de cable. La fase final de la fusión tuvo lugar el 2 de junio de 2014, mediante la fusión de Canal+ Cyfrowy e ITI Neovision.
En noviembre de 2017, la plataforma nc+ contaba con aproximadamente 2,108 millones de suscriptores, lo que supuso un incremento en el número de usuarios respecto al trimestre y año anterior.
En julio de 2019, la dirección de la plataforma anunció un cambio de marca, que implicó cambiar el nombre a Platforma Canal+ y crear un nuevo logotipo. Este concepto implicó una mayor promoción de los canales de marca Canal+, desarrollándolos aún más dentro de la oferta y enfatizando su papel clave.
El 3 de septiembre de 2019, la plataforma cambió su nombre de nc+ a Platforma Canal+.

## Canales
Canal+ posee los siguientes canales:
- Canal+ Premium: versión polaca de Canal+. Emite desde el 21 de marzo de 1995. Hasta el 1 de mayo de 2020 el canal se llamaba Canal+.
- Canal+ 360: canal que emite deportes, documentales y series. Emite desde 13 de marzo de 2010.
- Canal+ 1: ofrece la programación de Canal+ Premium con una hora de retraso. Emite desde el 13 de noviembre de 2004.
- Canal+ Film: canal que emite películas. Emite desde el 15 de noviembre de 1998.
- Canal+ Seriale: canal que emite series. Emite desde el 15 de mayo de 2010.
- Ale Kino+: canal que emite cine, documentales y entrevistas. Emite desde el 16 de abril de 1999.
- Novelas+: canal de telenovelas.
- Canal+ Sport: canal deportivo. Emite desde el 1 de diciembre de 1998.
- Canal+ Sport 5: canal deportivo. Emite desde el 12 de octubre de 2006.
- Canal+ Now: canal deportivo. Emite desde el 15 de agosto de 2017.
- Canal+ Extra 1: canal que emite la Liga de Campeones de la UEFA. Emite desde el 20 de agosto de 2024.
- MiniMini+: canal infantil. Emite desde el 20 de diciembre de 2003.
- Teletoon+: canal infantil. Emite desde el 1 de octubre de 2011.
- Canal+ Dokument: canal que emite documentales. Emite desde el 11 de mayo de 2015.
- Planete+: canal que emite películas. Emite desde el 1 de septiembre de 2004.
- Canal+ Domo: canal que emite programas relacionados al hogar. Emite desde el 20 de septiembre de 2008.
- Canal+ Kuchnia: canal con programación de cocina. Emite desde el 30 de septiembre de 2006.
- Canal+ 4K Ultra HD: versión en UHDTV de Canal+ Premium. Emite desde 15 de mayo de 2018.

## Imagen corporativa

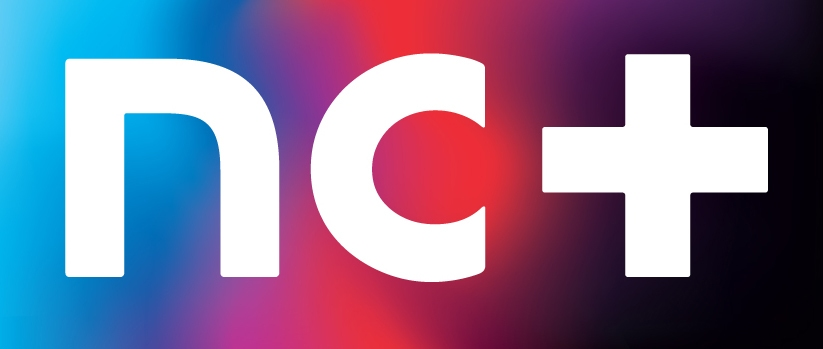
2013
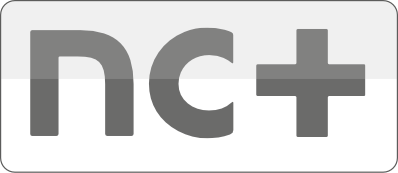
2013 - 2019
Desde 2019